# Sauvain
Sauvain é uma comuna francesa na região administrativa de Auvérnia-Ródano-Alpes, no departamento de Loire. Estende-se por uma área de 30,23 km². Em 2010 a comuna tinha 385 habitantes (densidade: 12,7 hab./km²).